# Касаго Брјанца
Касаго Брјанца (итал. Cassago Brianza) је насеље у Италији у округу Леко, региону Ломбардија.
Према процени из 2011. у насељу је живело 4311 становника. Насеље се налази на надморској висини од 323 м.

## Становништво
| 1936. | 1951. | 1961. | 1971. | 1981. | 1991. | 2001. | 2011. |
| ----- | ----- | ----- | ----- | ----- | ----- | ----- | ----- |
| 1.867 | 2.066 | 2.474 | 3.027 | 3.596 | 3.870 | 4.068 | 4.406 |